# シュテファン・マイヤーホーファー
シュテファン・マイアーホーファー（Stefan Maierhofer, 1982年8月16日 - ）は、オーストリア・ニーダーエスターライヒ州ガブリッツ出身の元同国代表サッカー選手。現役時代のポジションはFW（センターフォワード）。
ドイツ・ブンデスリーガ最長身選手の記録保持者である。

## 経歴

### キャリア初期
23歳まではオーストリア5～3部リーグのクラブでプレー。しかし3部ではスタメンに定着できず、主な活躍の場はオーストリア4部であった。プロサッカー選手の夢を常に持ちながらも専門学校で料理人としての育成を受け、正式なマイスターのライセンスを取得する。
オーストリア・ブンデスリーガのSKラピート・ヴィーンやエアステリーガ（オーストリア2部）のクラブ等で幾度も練習に参加し、テストを受けるが不合格となる。
しかし2005年の夏、「特別に1度だけ」と練習参加を許されたドイツ・ブンデスリーガのFCバイエルン・ミュンヘン・セカンドチーム（FCバイエルン・ミュンヘンII）で、同チームのヘアマン・ゲアラント監督に見出され、初のプロ契約をバイエルンで勝ち取った。

### バイエルン
セカンドチームが所属しているレギオナルリーガ（ドイツ3部）で初年度から28試合に出場し、10得点を記録する。長い下積み時代からの社会人としての豊富な経験もあったことから、シーズン途中からはチームの主将に任命される。当時のチームメートにはマッツ・フンメルス、ミヒャエル・レンジング、マークス・シュタインヘーファー、フリオ・ドス・サントスらがいた。センターフォワードとしてワントップもしくは主にペルー代表のパオロ・ゲレーロと共にツートップを組みプレーした。
2006年夏からはフェリックス・マガト監督の下トップチームの練習に参加するようになり、同年10月及び11月にはブンデスリーガでも出場を果たす（アイントラハト・フランクフルト戦、ハノーファー96戦）。同時にサテライトチームでも得点を量産。
トップチームではロイ・マカーイやクラウディオ・ピサーロの放出が決定したものの、同時にミロスラフ・クローゼやルカ・トーニの獲得の他ルーカス・ポドルスキの残留も決定したため、自身のスタメン定着は厳しい状況になった。

### ラピート・ヴィーン
2007年2月にバイエルンを退団し、2. ブンデスリーガ（ドイツ2部）のクラブでプレー。2008年1月には4年前に練習参加をし不合格の通知を受けたオーストリア・ブンデスリーガのSKラピート・ヴィーンにレンタル移籍。11試合で7得点4アシストの成績を収めクラブのリーグ優勝に貢献し、完全移籍を勝ち取る。翌年には35試合で23得点を挙げた。

### ウルヴァーハンプトン
2009年8月31日、プレミアリーグに昇格し補強を進めるウルヴァーハンプトン・ワンダラーズFCへこの夏9人目の新加入選手として移籍。契約期間は3年間で1年の延長オプションが付帯する。移籍金は180万ポンドで、クラブがリーグ残留を達成した場合90万ポンドが追加で支払われると報道された。しかしウルヴスでは8試合1得点に留まり、2010年3月15日から4月8日までチャンピオンシップのブリストル・シティFCにレンタル移籍。しかしここでも出場機会に恵まれなかった。
2010年8月3日にMSVデュースブルクへレンタル移籍、ドイツへ復帰した。スタメンに定着し主力として活躍するもののシーズン途中に中足骨を骨折し、27試合出場8得点3アシストでシーズンを終える。DFBポカールでは5試合で4得点2アシストを記録しチームの準優勝に貢献するが、骨折の影響により決勝のシャルケ04戦のみ出場できなかった。

### ザルツブルク
2011年8月23日、オーストリア・ブンデスリーガのレッドブル・ザルツブルクに2年契約で完全移籍し母国へ復帰する。移籍初年度から背番号9を背負い、リーグ及びオーストリア・カップの2冠獲得に貢献。リーグ戦14得点を挙げ得点王を獲得した。この時期には後に柏レイソルやヴァンフォーレ甲府で活躍することになるクリスティアーノ・ダ・シウヴァと共にプレーしている。

### ケルン
2013年1月13日、2. ブンデスリーガの1.FCケルンにシーズン終了までの契約で移籍。シーズン終了後、契約満了に伴い退団となった。

### ミルウォール
ケルン退団後はフリーとなっていたが、2014年3月14日にチャンピオンシップで下位に低迷するミルウォールFCとシーズン終了までの契約を締結。DJ・キャンベルやスティーヴ・モリソンらの負傷離脱によりフォワードが不足していたクラブへ加入し、再びイングランドでプレーすることとなった。

### ヴィーナー・ノイシュタット
2014年11月19日、オーストリア・ブンデスリーガで残留争いをしていたSCヴィーナー・ノイシュタットに移籍。本人の希望によりシーズン終了までの短期契約であり、同時に2015年1月の時点でイングランドからオファーがあった場合はクラブ側が違約金ゼロでの移籍を認めるという内容であった。
実際2015年1月にミルウォールからシーズン終了までの再加入のオファーを受け、キャリア4回目となるイングランドへの移籍を果たす。ヴィーナー・ノイシュタットでの所属期間は僅か7週間であったが（4試合で1得点1アシスト）、「厳しい状況にあったクラブに加入し、素晴らしいモチベーターとしてクラブ全体にポジティブなエネルギーを与えてくれた。そして彼のおかげで我がクラブはそれまでほぼ経験したことがないような世間からの大きな注目を浴びることとなった」とクラブは発表し、マイアーホーファーが残した多大な功績を称えるために、彼の背番号39を永久欠番にした。

### トレンチーン
2016年2月にスロバキア1部に所属するASトレンチーンに加入。リーグ及びカップの2冠を獲得した。シーズン終了に伴いクラブを退団する。

### マッテルスブルク
半年間のフリー期間を経て、2017年1月にSVマッテルスブルクのトレーニングに参加。同月20日にシーズン終了までの契約を締結した。

### アーラウ
2018年9月11日、スイス・チャレンジリーグのFCアーラウに1年契約で加入した。

## 代表歴
遅咲きであったためユースカテゴリーでの代表経験は無いが、ヨーゼフ・ヒッケルスベルガー代表監督によってEURO2008に向けたメンバーとして招集された。この大会では出場機会はなかったものの、同年8月20日の親善試合・イタリア戦で代表デビュー。2009年9月5日のワールドカップ予選・フェロー諸島戦では代表初ゴールを記録した。

## タイトル
クラブ
ラピート・ヴィーン
- オーストリア・ブンデスリーガ : 2007-08

ザルツブルク
- オーストリア・ブンデスリーガ : 2010-12
- オーストリア・カップ : 2012

トレンチーン
- フォルトゥナ・リーガ : 2016
- スロヴェンスキー・ポハール : 2016

個人
- オーストリア・ブンデスリーガ得点王 : 2011-12（14得点）